# Útok v Mannheimu (2025)
3. března 2025 proběhl útok v Mannheimu na karnevalový průvod poblíž náměstí Paradeplatz. Útočník k útoku použil automobil. K útoku došlo v 12:15 místního času. Policie po útoku uzavřela centrum města. Útočník byl zadržen. Útok si vyžádal dvě úmrtí a 11 lidí bylo zraněno.

## Útočník
Útočníkem byl identifikován Alexander Scheuermann bylo mu 40 let. Alexander byl německý občan a bydlel v Ludwigshafenu. K útoku si vybral auto Ford Fiesta. Alexander S. se již dříve pokusil o sebevraždu, když na sebe v roce 2024 vylil kanystr benzínu.